# Štefan Konstantin
Štefan Konstantin Nemanjić (srbsko Стефан Константин, Stefan Konstantin) je bil srbski knez iz dinastije Nemanjić, sin in naslednik kralja Štefana Milutina. Po smrti svojega očeta je poskušal prevzeti oblast, vendar sta se kot pretendenta pojavila tudi njegov brat, "oslepljeni" Štrefan Uroš III. in bratranec Štefan Vladislav II. V državljanski vojni je bil Konstantin poražen in ubit. Njegovi posmrtni ostanki so pokopani v cerkvi svetega Nikolaja v Zvečanu.

## Življenje
Konstantin je bil rojen leta 1282 ali 1283 v očetovem drugem zakonu s hčerko tesalskega vladarja Ivana I. Angela. Njeno ime se ni ohranilo. 
Po neuspešnem uporu Štefana Dečanskega leta 1314 in najkasneje po smrti Milutinovega brata, srbskega in sremskega  kralja Dragutina leta 1316, je dobil naslov mladega kralja in apanažo Zeto. To je hkrati pomenilo status  prestolonaslednika, kar potrjujejo njegov portret v Gračanici, kovanje lastnega denarja in omemba v darovnici cerkvi svetega Nikolaja v Bariju.
V srbskem ljudskem izročilu je omenjen kot ktitor pravoslavnega samostana Draganac pri Gnjilanu s cerkvijo nadangela Gabrijela.
Po Milurinovi smrti 29. oktobra 1321 sta se kot pretendenta na srbski prestol pojavila Konstantinov brat Štefan Dečanski in Dragutinov sin Štefan Vladislav II.
Štefan Dečanski je bil s podporo cerkve 6. januarja 1322 kronan za srbskega kralja in ponudil Konstantinu, da kot drugi sin sprejme drugi najvišji položaj v državi. Konstantin se je zanašal na svojo vojsko, v kateri so bili tudi tuji najemniki, in ponudbo zavrnil. V bitki s Štefanom Dečanskim je bil poražen. On sam je bil ujet ali na begu z bojišča ubit.   
V nekaterih kronikah so opisi njegove krute usmrtitve, ki so zagotovo pretirani. Po Psevdobrokarju je bil pribit na drevo in presekan na pol. Mavro Orbini omenja, da se je to zgodilo na Vladislavov ukaz. Po eni od legend so iz njegove lobanje izdelalo čašo, iz katere je Štefan Dečanski pil vino.
Konstantina so po smrti pokopali v cerkvi svetega Nikolaja v Zvečanu, kjer je bil eden od dvorov Nemanjićev. 
Nekaj manj kot desetletje kasneje je 11. novembra 1331 v Zvečanu umrl, po nekaterih virih je bil ubit, tudi njegov brat Štefan Dečanski, ki je bil v ječi na ukaz svojega sina Dušana.

## Družinsko drevo
|  |                            |  |  |  |  |  |  |  |  |  |  |  |  |  |  |  |
|  | 2. Štefan Uroš II. Milutin |  |  |  |  |  |  |  |  |  |  |  |  |  |  |  |
|  |                            |  |  |  |  |  |  |  |  |  |  |  |  |  |  |  |
|  |                            |  |  |  |  |  |  |  |  |  |  |  |  |  |  |  |
|  | 1. Konstantin Nemanjić     |  |  |  |  |  |  |  |  |  |  |  |  |  |  |  |
|  |                            |  |  |  |  |  |  |  |  |  |  |  |  |  |  |  |
|  |                            |  |  |  |  |  |  |  |  |  |  |  |  |  |  |  |
|  | 3. Ana Terter              |  |  |  |  |  |  |  |  |  |  |  |  |  |  |  |
|  |                            |  |  |  |  |  |  |  |  |  |  |  |  |  |  |  |
|  |                            |  |  |  |  |  |  |  |  |  |  |  |  |  |  |  |